# Altsteirer

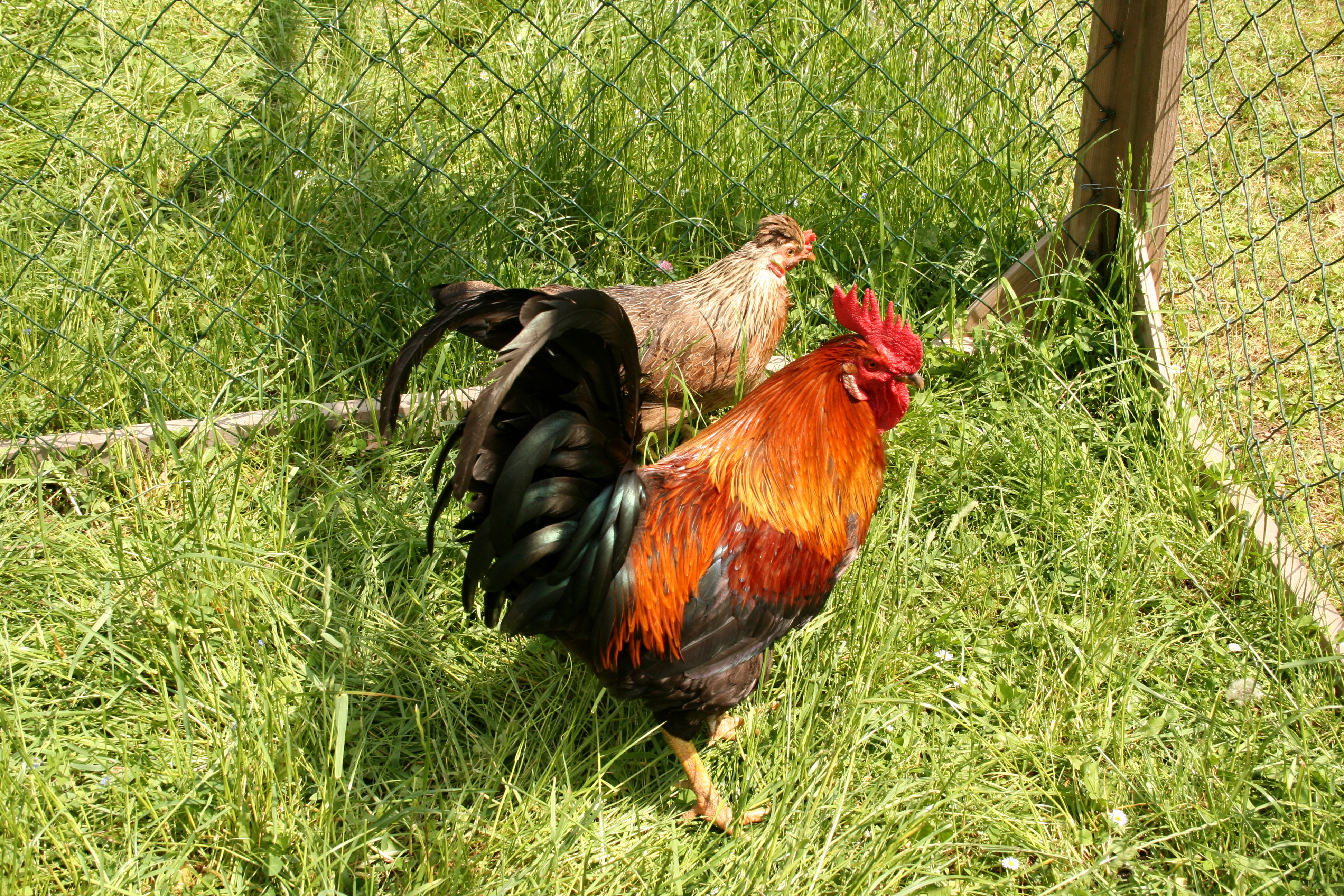
Haan en hen in wildkleur

De Altsteirer is een oorspronkelijk uit Oostenrijk afkomstig kippenras, dat tot de kuifhoenders behoort. Dit in tegenstelling tot de Altsteirer kriel die haar oorsprong vindt in Duitsland. In Nederland wordt dit ras niet in groten getale gefokt, dit maakt de mogelijkheid tot uitwisseling klein.

## Uiterlijk
Qua uiterlijk lijkt de Alsteirer het meest op de Sulmtaler. De enige kleurslag die in Nederland erkend wordt is wildkleur. De Altsteirer heeft een enkele kam. Bij de hen is de kam dubbelgevouwen. Karakteristiek is de kuif die zowel hen als haan in de nek heeft.

## Eigenschappen
De Alsteirer valt zowel onder de leg- als vleesrassen, en is dus een dubbeldoelkip. Het is een vrij rustig en fysiek sterk ras.
| Eigenschap    | Haan     | Hen      |
| ------------- | -------- | -------- |
| Gewicht (g)   | ca. 3000 | ca. 2500 |
| Ringmaat (mm) | 18       | 16       |

| Eieren              | Eieren    |
| ------------------- | --------- |
| Aantal eieren (p/j) | 160       |
| Gewicht van ei (g)  | 55        |
| Kleur               | roomkleur |

## Kriel

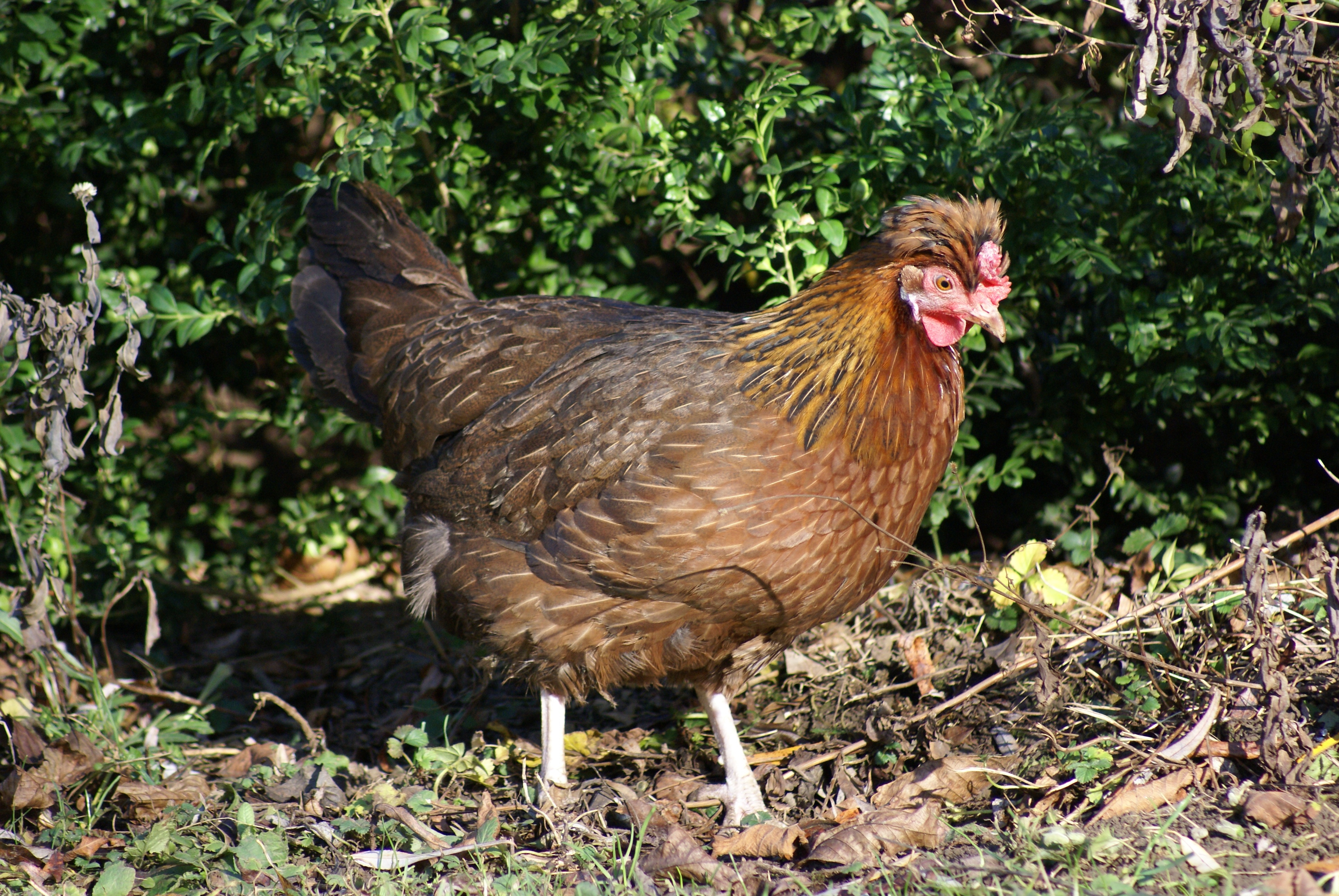
Hen

| Eigenschap    | Haan    | Hen     |
| ------------- | ------- | ------- |
| Gewicht (g)   | ca. 900 | ca. 800 |
| Ringmaat (mm) | 13      | 12      |

| Eieren              | Eieren   |
| ------------------- | -------- |
| Aantal eieren (p/j) | 160      |
| Gewicht van ei (g)  | 35       |
| Kleur               | ivoorwit |